# Castratella rosea
Castratella rosea är en tvåhjärtbladig växtart som beskrevs av Henry Allan Gleason. Castratella rosea ingår i släktet Castratella och familjen Melastomataceae. Inga underarter finns listade i Catalogue of Life.